# La Repubblica
la Repubblica é um jornal diário italiano, fundado em 1976 em Roma pelo Gruppo Editoriale L'Espresso. É o segundo diário da Itália por tiragem depois do Corriere della Sera de Milão.

## História
Foi fundado em 1976 em Roma pelo Gruppo Editoriale L'Espresso conduzido por Eugenio Scalfari e Carlo Caracciolo e Arnoldo Mondadori Editore. Nascido como um jornal radical de esquerda, [1], que desde então tem moderado sua posição política para a centro-esquerda. Ele recentemente assumiu uma posição liberal e uma vista geral de apoio do primeiro-ministro democrata Matteo Renzi.